# 杨倩 (乒乓球运动员)
杨倩 OAM（1996年6月17日—），陕西清涧人，是澳大利亚华裔女子残疾人乒乓球运动员。她先后代表中国和澳大利亚参加四届残奥会，累计获得四金四银。

## 参赛经历
杨倩五岁时接触乒乓球 ，但八岁时因意外造成左臂截肢。她约于2017年移居墨尔本，并注册成为澳大利亚乒乓球组织成员，不久参加2019年国际乒联世界巡回赛澳大利亚公开赛（健全人赛事），于女单项目中以1比4不敌法国选手奥黛丽·扎里夫（Audrey Zarif）。
2021年，杨倩代表澳大利亚参加东京残奥会，于女单C10级和团体C9-10级比赛分获一金一银。2022年大英國協運動會，杨获得女单C6-10级金牌。2024年巴黎残奥会，她获得女子单打C10级和女子双打WD20级（同赛选手雷丽娜）双料金牌。

## 所获荣誉
- 2022年 - 澳大利亚残疾人奥林匹克委员会（英语：Paralympics Australia）年度最佳团队［以澳大利亚乒乓球队（C9-10级）成员身份］[10]
- 2022年 – 澳大利亚勋位勋章——因在东京残奥会获得金牌，授予此勋章以示表彰[11]
- 2024年 - 维多利亚体育学院（英语：Victorian Institute of Sport）年度残疾人运动员（另一获奖者为艾米丽·佩特里科拉（英语：Emily Petricola））